# ARIEL (anime)
Pour les articles homonymes, voir Ariel.
ARIEL (エリアル, Eriaru), acronyme pour All a-Round Intercept and Escort Lady en anglais, est une nouvelle de science fiction écrite par Yūichi Sasamoto ainsi que son adaptation en une série d’anime OAV à thème mecha.

## Synopsis
La Terre est attaquée par un vaisseau extraterrestre pour le compte de la Gedo Corporation. Mais l’équipage doit faire face a des restrictions budgétaires sévères qui menacent le succès de l’invasion. Pour défendre la Terre, le Dr Kishida, un savant japonais, a conçu le programme ARIEL pour (All a-Round Intercept and Escort Lady), un robot géant au trait féminin, qui est piloté tant bien que mal par des jeunes membres de sa famille, qui ont d’autres choses à faire dans la vie que de sauver le Monde. Alors que les extraterrestres envoient des monstres à la surface, ARIEL parvient à les éliminer sans difficultés. Mais quand le vaisseau spatial géant, en difficulté, menace de s’effondrer sur Tokyo, le Dr. Kishida décide d’utiliser ses bases géothermiques pour le repousser.

## Personnages principaux
- La famille Kishida :
  - Dr. Kishida: un scientifique fou de SCEBAI et createur de ARIEL
  - Mia Kawaii: la nièce du Dr. Kishida, une étudiante
  - Aya Kishida: La petite-fille du Dr Kishida, une lycéenne studieuse
  - Kazumi Kishida: Petite sœur de Aya, une collégienne

- L’équipage extraterrestre :
  - Albert : le commandant du vaisseau qui a pour mission d’envahir la Terre.
  - Demonova : le conseiller du vaisseau
  - Mlle Simone : la chef du budget de la mission spatiale
  - Ragnus : un commandant, ami d’academie d’Albert

- Saber Starblast: un mystérieux vigilant extraterrestre qui aide ARIEL à combattre les envahisseurs extraterrestres.

## Fiche technique
- Titre : ARIEL
- Réalisation : Junichi Watanabe
- Scénario : Muneo Kubo, Yuichi Sasamoto (auteur original)
- Character design : Osamu Tsuruyama
- Mecha design :
- Musique : Kōhei Tanaka
- Pays d'origine :  Japon
- Année de production : 1989 - 1991
- Genre : Comédie, mecha, science-fiction
- Durée : 4x 30-45 minutes
- Dates de sortie : 2003 ()

## Épisodes
- 1- ARIEL Visual (SCEBAI’s Greatest Crisis) part 1 (SCEBAI最大の危機（前編）) – 21 juillet 1989
- 2- ARIEL Visual (SCEBAI’s Greatest Crisis) partie 2 (SCEBAI最大の危機（後編)) – 21 août 1989
- 3- ARIEL Deluxe part 1- The Beginning (接触編 THE BEGINNING) – 21 janvier 1991
- 4- ARIEL Deluxe part 2- GreatFall (発動編 GREAT FALL) – 21 avril 1991